# Alfred Ehmert
Alfred Ehmert (* 6. März 1910 in Crailsheim; † 13. Februar 1971 in Lindau) war ein deutscher Physiker, der als Direktor am Max-Planck-Institut für Aeronomie wirkte und zur Phänomenologie der Kosmischen Strahlung forschte.

## Leben
Alfred Ehmert studierte nach dem Besuch der Realschule in Crailsheim und der Oberrealschule in Aalen ab 1929 Technische Physik an der Technischen Hochschule Stuttgart und wurde bei Erich Regener zum Doktor-Ingenieur promoviert, der ihn 1936 als Stipendiaten der Deutschen Forschungsgemeinschaft mit der Leitung des in der alten Drachenstation des Wetterdienstes untergebrachten Bodenseelaboratoriums des Physikalischen Instituts der Technischen Hochschule Stuttgart in Friedrichshafen beauftragte, das zu dieser Zeit als Stützpunkt für die Messung der Kosmischen Strahlung mit versenkbaren Geräten in verschiedenen Tiefen des Bodensees diente.
Zum 1. Januar 1938 wechselte er mit 2 weiteren Stipendiaten zu der von Erich Regener in Friedrichshafen am Bodensee gegründeten privaten Forschungsstelle für Physik der Stratosphäre, die am 30. Mai 1938 in die Kaiser-Wilhelm-Gesellschaft eingegliedert wurde. Nach der Zerstörung des Instituts bei einem alliierten Luftangriff im Jahre 1944 setzte das Forscherteam die weitere Forschungsarbeit in einem Provisorium in Weißenau bei Ravensburg fort, aus dem 1952 das Max-Planck-Institut für Physik der Stratosphäre hervorging. Alfred Ehmert habilitierte sich von Weißenau aus für das Fach Physik an der Technischen Hochschule Stuttgart und wurde 1951 zum Wissenschaftlichen Mitglied des Max-Planck-Instituts für Physik der Stratosphäre berufen. Im Jahr 1954 wurde er zum apl. Professor für Physik an der Technischen Hochschule Stuttgart und nach der unter Julius Bartels 1955 erfolgten Verlegung des Instituts nach Lindau am Harz 1959 zum apl. Professor für das Fach Geophysik an der Georg-August-Universität Göttingen ernannt.
Im Jahr 1965 wurde Alfred Ehmert in die kollegiale Leitung des Instituts für Stratosphärenphysik berufen und zum Direktor am Max-Planck-Institut für Aeronomie ernannt.
Die Erforschung der Kosmischen Strahlung bildete den zentralen Forschungsschwerpunkt von Alfred Ehmert. In späteren Jahren befasste er sich darüber hinaus eingehend mit Untersuchungen des atmosphärischen Ozons, der Ausbreitung elektromagnetischer Längstwellen im Wellenleiter Erde-Ionosphäre sowie mit Problemen der Magnetosphäre. Mit seinen Mitarbeitern entwickelte er das zu seiner Zeit genaueste Bodengerät zur elektrochemischen Ozonbestimmung.
Alfred Ehmert war seit 1935 Mitglied der Deutschen Physikalischen Gesellschaft, wurde 1960 in der Sektion Geophysik und Meteorologie zum Mitglied der Deutschen Akademie der Naturforscher Leopoldina gewählt und war Gründungsmitglied der Internationalen Astronautischen Akademie.
Von seiner Korrespondenz sind mehrere Briefe von und an den Physiker Werner Heisenberg erhalten.